# 哈薩克斯坦廣播電視公司
哈薩克斯坦廣播電視公司（羅馬化："Qazaqstan" RTRK" AQ），全稱哈薩克斯坦共和國廣播電視股份有限公司（羅馬化："Qazaqstan" Respýblıkalyq Teleradıokorporatsııasy Aktsıonerlik Qoǵamy），是哈薩克斯坦國家級廣播電視機構，於1958年因應旗下首條電視頻道開播而正式成立。這家公司一共擁有4條電台頻道、3條全國性電視頻道以及15條地區性電視頻道，覆蓋當地約98.63%人口，而其總部則設在該國首都阿斯塔纳。